# オトメ勇者
『オトメ勇者』は、レベルファイブとマイネットゲームスにより共同運営されていたスマートフォン向けゲームアプリ、およびそれを中心としたメディアミックスプロジェクト。
リニューアル版となる『天惺のイリュミナシア〜オトメ勇者〜』についても本項で扱う。

## 概要
レベルファイブのクロスメディアプロジェクトのひとつで、同社初の女性向けコンテンツとなる。キャラクターデザインは倉花千夏、アニメーション制作はA-1 Picturesが担当。
2018年10月1日に一旦サービスが休止され、その後2019年6月25日より『天惺のイリュミナシア〜オトメ勇者〜』のタイトルでサービスの再開とそれに伴うリニューアルが行われた。
2020年2月14日をもってサービスを終了したが、ゲームではない、音楽とシナリオと画面を合わせたコンテンツとしてマンガ5にて同年10月15日より『オトメ勇者～next adventure～』を配信している。ゲームでは未公開となったストーリーも含まれており、2022年6月4日に本編が最終回を迎えた後は、スレイヤーとの個別エンディングを毎日更新し、同年6月11日にエピローグが公開されて本作は完結となった。また、ゲーム中で人気のあったスレイヤーの個別ストーリーを再編した24人分の恋愛エピソードも前述と同様のコンテンツで『オトメ勇者～character story～』として2021年1月2日より4月7日にかけてマンガ5で更新した。

## 主な登場人物
- イクサ （CV:石川界人）
- スラッシュ （CV:増田俊樹）
- マティアス （CV:鳥海浩輔）
- タタン （CV:山下大輝）
- クルム （CV:佐藤拓也）
- ラーカム （CV:中村悠一）
- ディル （CV:諏訪部順一）
- ヒガン （CV:櫻井孝宏）
- ゼクウ （CV:小野賢章）
- ファル （CV:緑川光）
- セルピコ （CV:代永翼）
- グランツ （CV:井上和彦）
- リーンハルト （CV:前野智昭）
- クロービス （CV:三木眞一郎）
- サシャ （CV:西山宏太朗）
- ダリル （CV:木村良平）
- アレルヤ （CV:杉田智和）
- ヒューズ （CV:花江夏樹）
- ジャミ （CV:柿原徹也）
- リンドロ （CV:山谷祥生）
- キンカロー （CV:武内駿輔）
- ライアス （CV:岡本信彦）
- ミュゼルカ （CV:村瀬歩）
- スカー （CV:安元洋貴）